# Saint-Martin-sur-Nohain
Saint-Martin-sur-Nohain is een gemeente in het Franse departement Nièvre (regio Bourgogne-Franche-Comté) en telt 397 inwoners (2009). De plaats maakt deel uit van het arrondissement Cosne-Cours-sur-Loire.

## Geografie
De oppervlakte van Saint-Martin-sur-Nohain bedraagt 23,9 km², de bevolkingsdichtheid is 16,5 inwoners per km².
De onderstaande kaart toont de ligging van Saint-Martin-sur-Nohain met de belangrijkste infrastructuur en aangrenzende gemeenten.

## Demografie
Onderstaande figuur toont het verloop van het inwonertal (bron: INSEE-tellingen).